# Centru politic
Centru politic (de asemenea Centrism) este denumirea dată zonei spectrului politic care este situată între  pozițiile de stânga și de dreapta. Mișcările de centru combină elemente văzute ca fiind de stânga sau de dreapta într-o doctrină sintetică, care nu poate fi însăși clasificată cu exactitate de o parte sau de alta a spectrului. Centrul este o mișcare moderată, ne-existând o extremă centru. Diferitele ideologii politice, cum ar fi creștin democrația, pot fi clasificate drept centriste (sau centru-dreapta).
Centrismul reprezintă o serie de ideologii politice care există între politica de stânga și politica de dreapta a spectrului politic stânga-dreapta. Este asociat cu o politică moderată care include persoane ce sprijină puternic politica moderată și care nu sunt aliniate puternic cu politicile de stânga sau de dreapta. Centrismul este asociat, de obicei, cu liberalismul, centrismul radical și agriarismul. Cei care se identifică centriști sprijină schimbări politice treptate, deseori printr-un stat social, cu politici moderate de redistribuire a veniturilor.